# Paulinho (football, 1989)
Pour les articles homonymes, voir Paulinho (homonymie).
Paulo Roberto Gonzaga, dit Paulinho, est un footballeur brésilien né le 26 janvier 1989 à Blumenau. Il évolue au poste de milieu défensif.

## Biographie
Avec les clubs du Kawasaki Frontale et du Shonan Bellmare, il dispute 24 matchs en première division japonaise, inscrivant deux buts. Il joue également quatre rencontres en Ligue des champions d'Asie.